# Église Saint-Fuscien de Pissy
Pour les articles homonymes, voir Église Saint-Fuscien.
L'église Saint-Fuscien de Pissy est une église catholique située à Pissy, dans le département de la Somme, en France, dans la communauté d'agglomération Amiens Métropole.

## Historique
L'église de Pissy a été construite au XVIe siècle et consolidée au XVIIIe siècle. Elle est dédiée à saint Fuscien et saint Gentien.

## Caractéristiques

### Extérieur
L’église de Pissy a été construite en pierre à base de grès. La tour-clocher est surmontée d'un toit en flèche recouvert d'ardoises. Le portail principal est orné d'une moulure en accolade. Le chœur, doté d'une l’abside, est composé de trois pans. Des contreforts à talus consolident l'église, l’un porte gravée la date de 1742, sur un autre ont été gravées les armoiries de la famille de Saisseval : « deux bars adossés, trois étoiles ». Sur l'un des contreforts de la façade on peut voir les traces d'un cadran solaire. Un larmier gothique parcourt les murs extérieurs de l'édifice. Les baies sont décorées d'une moulure en archivolte. 

### Intérieur
À l’intérieur, l'église est voûtée en bois ; le bois a été recouvert d'un enduit mais la corniche est en bois uni, ornée de blochets sculptés de têtes humaines.